# 다카오카촌 (아이치현 야나군)
다카오카촌(高岡村)은 일본 아이치현 야나군에 설치되었던 촌이다. 현재의 신시로시의 일부에 해당한다.